# Hosty

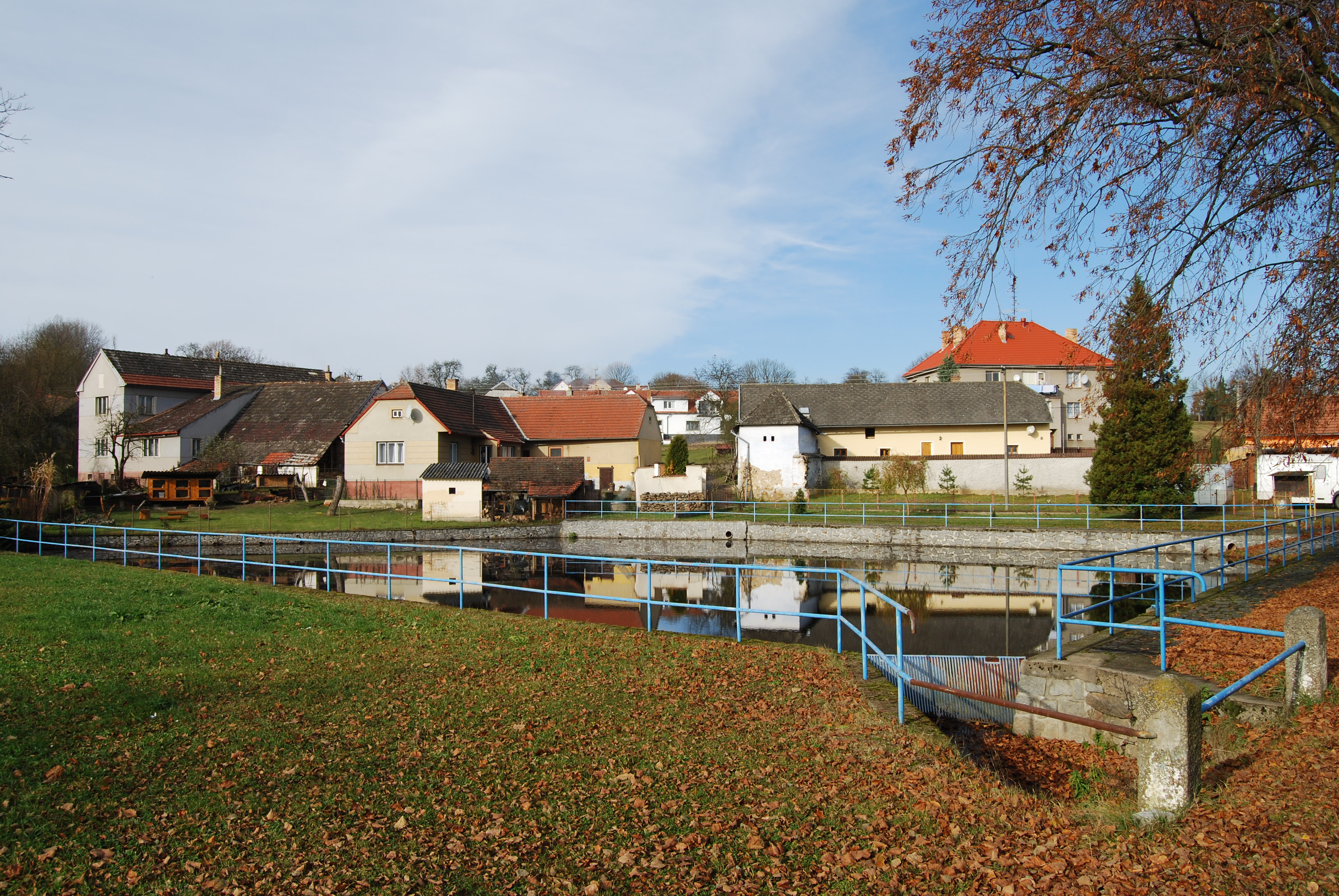
Teich im Ortszentrum

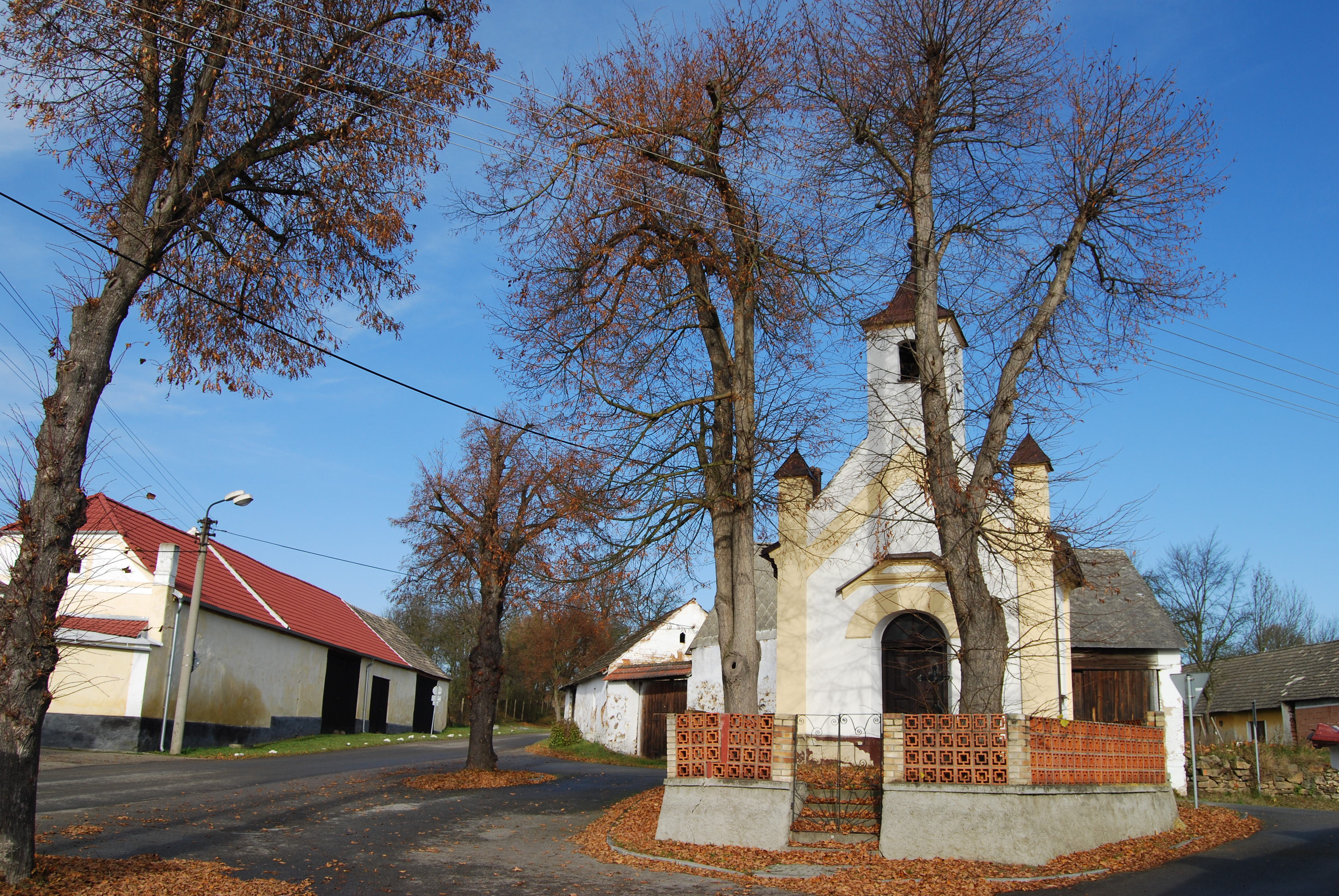
Kapelle

Hosty, bis 1924 Hostí (deutsch Hosty) ist eine Gemeinde in Tschechien. Sie liegt fünf Kilometer nordwestlich von Týn nad Vltavou in Südböhmen und gehört zum Okres České Budějovice.

## Geographie
Hosty befindet sich rechtsseitig über dem Tal der Lainsitz im Mittelböhmischen Hügelland. Das Dorf liegt am westlichen Fuße der Hájiště (Hajestě, 503 m) in der Quellmulde des Lainsitzzuflusses Hostecký potok. Nördlich erhebt sich die Chrášťanská hůrka (479 m), im Nordosten der Dubový vrch (476 m), und nordwestlich der Kamenný vrch (499 m).
Nachbarorte sind Dobrný, Chrášťany und Koloměřice im Norden, Doliny, Hvožďany, Červený Mlýn und Nuzice im Nordosten, Rosín und Vesce im Osten, Koloděje nad Lužnicí und Cihelny im Südosten, Týn nad Vltavou, Nový Dvůr, Kořensko, Neznašov und Stružka im Süden, Újezd und Pašovice im Südwesten, Močín, Pletka, Rudolfov, U Burdů und Doubravská Hladná im Westen sowie U Málků, Doubrava, Kaly und Doubravka im Nordwesten.

## Geschichte
Belege einer frühzeitlichen Besiedlung der Gegend sind die etwa 80 mittelbronzezeitlichen Hügelgräber südlich des Dorfes im Wald Kopcová über der Mündung der Lainsitz in die Moldau aus der Zeit um 1500 v. Chr. Die erste schriftliche Erwähnung des zur bischöflichen Herrschaft Thein gehörigen Dorfes Hosti erfolgte im Jahre 1268, als Bischof Johann III. von Dražice, zusammen mit weiteren Ortschaften der Theiner Herrschaft auch einen Anteil von Hosti an König Ottokar II. Přemysl abtrat. Wenig später erwarb das Landadelsgeschlecht Malovec von Malovice diesen Anteil. Der bischöfliche Anteil umfasste im Jahre 1379 15 Anwesen, darunter den Hof des Richters, die insgesamt sechs Hufen Land bewirtschaften. Zudem befand sich in Hosti der Sitz eines der acht herrschaftlich Theiner Heger, zu dessen Privilegien die freie Bewirtschaftung einer Halbhufe Ackerland gehörte. Im Jahre 1461 erwarben die Čabelický von Soutice die Herrschaft Thein als Pfandbesitz. Zdeněk Malovec von Malovice verkaufte 1545 seinen Anteil des Dorfes einschließlich eines Kmetenhofes (dvůr kmetcí) mit Vorwerk und einem privilegierten Kretscham an seinen Verwandten Jan Malovec auf Dříteň. Die Čabelický von Soutice kauften zum Ende des 16. Jahrhunderts den Anteil der Malovec auf und vereinigten ihn wieder mit der Herrschaft Thein. 1601 erwarb die Stadt Thein die Herrschaft. Nach der Schlacht am Weißen Berg wurde die Herrschaft konfisziert und dem Erzbistum Prag übereignet. In der berní rula von 1654 sind 17 Wirtschaften aufgeführt, von denen eine seit dem Dreißigjährigen Krieg wüst lag. Diese wurde ab 1677 wieder bewirtschaftet. 1713 wurde das Dorf um ein neues Anwesen erweitert.
Hosti war ursprünglich ein rein bäuerliches Dorf umgeben von ausgedehnten Wäldern. Drei- bis viermal im Jahr erfolgte die Holzflöße zur Moldau. Die 1686 erfolgte Aufnahme von Ondřej Fiala in die Theiner Schmiede- und Stellmacherzunft ist der älteste Beleg für einen Handwerksbetrieb in dem Dorf. Im Jahre 1721 untersagte das Erzbistum den weiteren Einschlag in den inzwischen weitgehend abgeholzten Wäldern. Erzbischof Franz Ferdinand von Kuenburg ließ 1724 in Chrášťany wieder eine Pfarre einrichten, zu deren Sprengel auch Hosty, Pašovice, Koloměřice und Doubravka gehörten. Im Jahre 1765 war das Dorf auf 25 Anwesen angewachsen und hatte etwa 190 Einwohner. Ab 1770 führten Missernten und Hungersnöte zur Verarmung der ganzen Herrschaft, im Jahre 1772 breiteten sich zudem Seuchen aus. In Hosty erkrankten dabei zwei Drittel der Einwohner. Während der Koalitionskriege wurden in dem Dorf 40 Mann und 30 Pferde einquartiert. Die französischen Truppen schleppten die Cholera ein, an der 1810 14 Einwohner erkrankten. Im Jahre 1815 lebten in Hosty 139 Männer und 197 Frauen. Im Jahre 1840 bestand Hosty aus 58 Häusern mit 465 Einwohnern. Zum Dorf gehörten die abseits gelegenen einschichtigen Dominikalansiedlungen Na Hladneg mit sieben Häusern und W Dobrnem mit vier Häusern. Pfarrort war Chraschtian, der Schulunterricht für die Kinder aus Hosty, Metiechowitz und Westetz erfolgte in der Filiale der Theiner Schule in Kaladey. Bis zur Mitte des 19. Jahrhunderts blieb das Dorf immer nach Thein untertänig.
Nach der Aufhebung der Patrimonialherrschaften  bildete Hosty ab 1850 mit dem Ortsteil Pašovice/Paschowitz eine Gemeinde in der Bezirkshauptmannschaft und dem Gerichtsbezirk Týn nad Vltavou/Moldauthein. 1856 nahm in Hosty eine Schule den Unterricht auf. Diese wurde bereits am 13. Januar 1864 wieder aufgehoben, da sie vom Bezirksamt wegen der geringen Schülerzahl und des zumutbaren Schulweges nach Kaladey als unnötig betrachtet wurde. In der zweiten Hälfte des 19. Jahrhunderts nahmen einige kleine Graphitgruben den Betrieb auf. Pašovice löste sich 1888 von Hosty los. Die Freiwillige Feuerwehr gründete sich 1902. Im Jahre 1910 lebten in Hostí/Hosty 532 Einwohner, davon 531 Tschechen und ein Deutscher. Der amtliche tschechische Ortsname wurde 1924 von Hostí in Hosty geändert. 1927 bestand das Dorf aus 83 Wohnhäusern, einem gemeindeeigenen Armenhaus, der Dorfschmiede, dem Spritzenhaus und der Kapelle. 1940 wurde das Dorf elektrifiziert und im Jahr darauf die alte Dorfschmiede abgerissen. Während der deutschen Besetzung wurde 1943 Pašovice zwangseingemeindet. Dies wurde 1945 nach dem Ende des Zweiten Weltkrieges wieder aufgehoben. Nach Kriegsende wanderten acht Familien in die Grenzgebiete aus. Die Graphitbergwerke wurden verstaatlicht und an die Příbramské rudné doly angegliedert. Nach 1952 eingetretenen Absatzschwierigkeiten und Einschränkungen wegen des Baus der Orlík-Talsperre wurde der Graphitbergbau 1958 stillgelegt. 1960 wurde der Okres Týn nad Vltavou aufgehoben und die Gemeinde dem Okres České Budějovice zugeordnet. Am 12. Juni 1960 wurde Pašovice eingemeindet. Seit dem 12. Februar 1976 war Chrášťany Sitzgemeinde für Hosty, Pašovice und Doubrava. Am 1. April 1976 folgte die gänzliche Eingemeindung nach Chrášťany. Nach einem Referendum löste sich Hosty zum 24. November 1990 wieder los und bildete eine eigene Gemeinde.

## Gemeindegliederung
Für die Gemeinde Hosty sind keine Ortsteile ausgewiesen. Zu Hosty gehören die Ansiedlungen Dobrný (Dobrniza), Kaly und Močín (Hladna) sowie die Einschichten Nový Dvůr, U Málků, U Rybáka und U Burdů. Grundsiedlungseinheiten sind Hosty und Močín.

## Bevölkerungsentwicklung
| Jahr      | 1869 | 1880 | 1890 | 1900 | 1910 | 1921 | 1930 | 1950 | 1961 | 1970 | 1980 | 1991 | 2001 | 2011 | 2021 |
| --------- | ---- | ---- | ---- | ---- | ---- | ---- | ---- | ---- | ---- | ---- | ---- | ---- | ---- | ---- | ---- |
| Einwohner | 453  | 457  | 512  | 495  | 532  | 531  | 446  | 319  | 310  | 268  | 224  | 171  | 159  | 168  | 163  |

## Sehenswürdigkeiten
- Kapelle der hl. Dreifaltigkeit mit Glockenturm auf dem Dorfplatz, erbaut 1899 anstelle eines älteren Glockenturmes
- Ehemalige Graphitbergwerke an der Kraví horá rechtsseitig der Lainsitz. Erhalten sind der zum Bergwerk gehörige Hof Homolov sowie der 20–30 m lange Stollen Božena, unweit davon liegt die archäologische Fundstätte im Wald Kopcová
- Gedenkstein für die Gefallenen beider Weltkriege, er wurde 1946 enthüllt
- Giebelhöfe Nr. 18 und 69 im südböhmischen Bauernbarockstil
- Historischer Speicher beim Gehöft Nr. 17

## Ehrenbürger
- Vladimír Patrák (1945), der Müller der Kaladeyer Mühle versorgte während des Zweiten Weltkrieges die Bevölkerung mit schwarz gemahlenem Mehl und wurde dafür mit der Todesstrafe bedroht